# Gallirallus insignis
El rascón de Nueva Bretaña (Hypotaenidia insignis) es una especie de ave gruiforme no voladora (o casi) de la familia Rallidae.

## Distribución y hábitat
Es endémica de las selvas de la isla de Nueva Bretaña, en el archipiélago de Bismarck.

## Estado de conservación
Se encuentra amenazada por la pérdida de su hábitat natural.